# ICMESA
L'ICMESA, acronimo di Industrie Chimiche Meda Società Azionaria, era un'industria chimica di titolarità svizzera che operava nella città di Meda, al confine con il comune di Seveso.
Nata a Napoli nel 1921 con il nome di Società Industrie Chimiche Meridionali Karl Benger e C.S.A., nel 1924 cambiò nome in Industrie Chimiche Meridionali Società Azionaria (ICMESA). Il 29 novembre 1945 spostò lo stabilimento a Meda e, nel 1947, cambiò di nuovo nome, ma non acronimo, diventando Industrie Chimiche Meda Società Azionaria (ICMESA). L'ICMESA faceva parte del gruppo Givaudan & C. di Vernier S.A. di Ginevra, che fu a sua volta acquistato nel 1963 dal gruppo Hoffmann-La Roche A.G. di Basilea.

## Disastro di Seveso
La società passò tragicamente alla cronaca sabato 10 luglio 1976, quando, alle ore 12:40 circa, per un guasto al reattore A101 dello stabilimento di Meda, si propagò nell'aria una nube di TCDD, la più pericolosa diossina conosciuta. A causa della direzione dei venti in quel momento, la nube sprigionatasi si diffuse su una vasta area compresa soprattutto tra i comuni di Meda, Seveso, Cesano Maderno, Limbiate e Desio, i più colpiti, ma spingendosi anche oltre. Gli effetti nocivi non si fecero attendere: malori, malattie della pelle quali la cloracne, defogliazione delle piante e morte di piccoli animali domestici cominciarono a essere segnalati sin dalle prime ore dopo il disastro.
L'ICMESA fu smantellata e nella zona di contaminazione cosiddetta "A", la più colpita dalla nube, vennero create due vasche di contenimento per i materiali contaminati e i rifiuti tossico-nocivi asportati durante la bonifica della zona. 
Al centro della vasca di Seveso (quella di maggiori dimensioni) si trovano le macerie della fabbrica stessa (perché, essendo la fonte della contaminazione, presentano livelli di tossicità molto superiori rispetto agli altri materiali nelle vasche). Al di sopra di esse è stato creato il Parco naturale Bosco delle Querce, area verde aperta al pubblico.